# Rodney Stuckey
Rodney Norvell Stuckey, né le 21 avril 1986 à Seattle, est un joueur américain de basket-ball évoluant au poste d'arrière.

## Carrière universitaire
Né à Seattle, Rodney Stuckey, joue en lycée à Covington, dans l'État de Washington, au Kentwood High School. Avec cette équipe, il remporte le titre de l'état 4A en 2004.
Rodney Stuckey joue durant deux ans (2005-2007) pour les Eagles de l'université d'Eastern Washington dont il devient le meilleur marqueur avec 24,6 points de moyenne par match. Contre Portland State, il établit son record de la saison avec 36 points marqués. Dans sa deuxième année, il réalise neuf matchs à plus de 30 points et trois avec au moins 10 passes décisives. Il a un record en carrière à 7 interceptions contre Idaho.[réf. nécessaire]
En seulement deux saisons, Stuckey marque 1 438 points (dont 98 paniers à trois points), distribue 283 passes, pris 279 rebonds et intercepte 145 ballons en 59 matches universitaires.
Le 11 janvier 2009, le maillot de Rodney Stuckey qui portait le numéro 3 à l'université d'Eastern Washington est retiré à la mi-temps.

## Carrière professionnelle

### Pistons de Détroit (2007-2014)

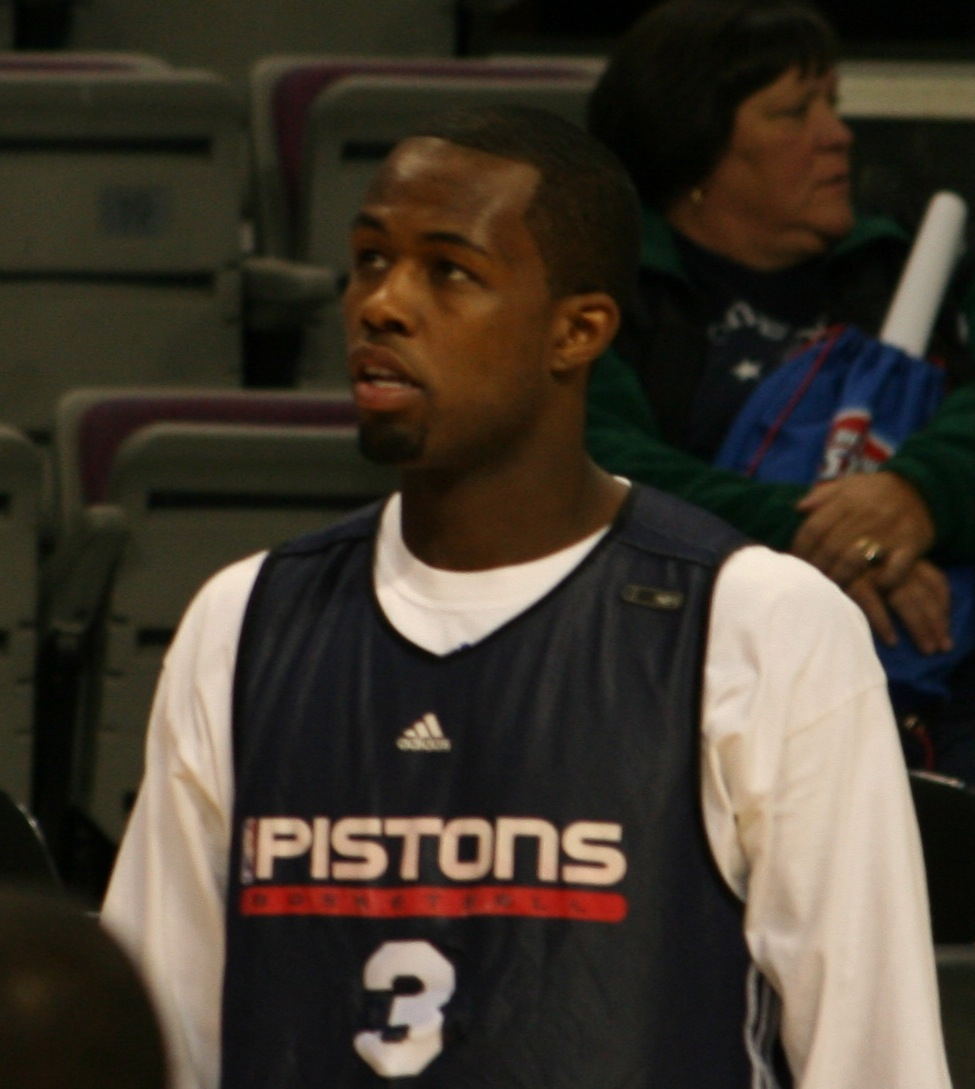
Stuckey en janvier 2009.

Le 28 juin 2007, Stuckey est choisi en 15e position par les Pistons de Détroit lors de la draft 2007. Il connait un très bon début dans la Summer League 2007 avec une moyenne de 32,1 points, 5,5 passes décisives et 9,1 rebonds par match en pré-saison avant de se casser la main gauche durant le dernier match de pré-saison. Il subit une intervention chirurgicale à cette main avant le début de la saison régulière. Près de deux mois après son opération, le 20 décembre 2007, il est autorisé à s'entraîner. Il fait ses débuts professionnels le 21 décembre 2007 contre les Grizzlies de Memphis et a marqué 11 points en 6 minutes en tant que remplaçant.
Le 13 mai 2008, Stuckey est élu dans la deuxième NBA All-Rookie Team avec 22 voix de vote dont six votes pour la première équipe.
Durant les playoffs NBA 2008, lors de la finale de la Conférence Est, l'ailier des Celtics de Boston, Paul Pierce, déclare à propos de la performance de Stuckey lors du deuxième match  : « Je pense que Stuckey nous a vraiment causé des problèmes, je pense qu'il a été le facteur X dans le match ». Cette nuit-là Stuckey, qui était remplaçant, marque 13 points en 17 minutes pour conduire les Pistons à la victoire contre Boston.
Le 23 décembre 2008, Rodney Stuckey réalise son record en carrière avec 40 points (record de l'équipe des Pistons durant la saison 2008-2009) lors de la victoire contre les Bulls de Chicago. Il enregistre également son record en carrière du nombre de tentatives et du nombre de tirs marqués. Il a également marqué 38 points dans une victoire contre les Kings de Sacramento.
Il participe également au Rookie Challenge 2009 avec l'équipe des sophomores au cours du All-Star week-end.
Il est nommé joueur de la Conférence Est de la semaine pour les matchs joués du 7 au 13 décembre 2009 en terminant la semaine avec une moyenne de 27 points, 6 passes, 2,3 rebonds et 1,3 interception par match.

### Pacers de l'Indiana (2014-2017)
Après sept saisons passées sous le maillot des Pistons, il signe un contrat d'un an, au salaire minimum pour un vétéran, avec les Pacers de l'Indiana. Le 10 mars 2015, il réalise son meilleur match de la saison en marquant 34 points contre le Magic d'Orlando.
Le 5 juillet 2015, il resigne aux Pacers un contrat de trois ans et 21 millions de dollars. Le 12 janvier 2016, après quelques minutes du jeu dans le match contre les Suns de Phoenix, il se blesse au pied droit et revient sur les parquets le 26 février. Il quitte la franchise de l'Indiana à la fin de la saison 2016-2017.

### Une année sabbatique (2017-2018)
À l'issue d'une saison blanche avec les Pacers en raison des blessures et alors qu'il est sur les tablettes des Lakers pour la saison prochaine, Rodney Stuckey décide de prendre une année sabbatique afin de se remettre de ses blessures, de profiter de la naissance de son fils et d'entraîner dans son ancien lycée de Kent dans l'État de Washington.

### A la reconquête de la NBA (2018)
À l'âge de 32 ans et après une année sabbatique, Rodney Stuckey tente de retrouver une franchise NBA durant l'été 2018. Pour cela il participe à un camp pour vétérans organisé par les Blazers en juin 2018. Durant l'été 2018, il s'entraîne au centre d'entraînement d'Impact Sport à Las Vegas. Il y est observé par les Warriors, les Nets, les Grizzlies, les Spurs et les Pacers.

## Statistiques

### Universitaires
Les statistiques en matchs universitaires de Rodney Stuckey sont les suivants :
| Saison    | Équipe             | Matchs | Titul. | Min./m | % Tir | % 3pts | % LF | Rbds/m. | Pass/m. | Int/m. | Ctr/m. | Pts/m. |
| --------- | ------------------ | ------ | ------ | ------ | ----- | ------ | ---- | ------- | ------- | ------ | ------ | ------ |
| 2005-2006 | Eastern Washington | 30     | 30     | 33,0   | 49,0  | 37,2   | 76,0 | 4,80    | 4,10    | 2,20   | 0,27   | 24,20  |
| 2006-2007 | Eastern Washington | 29     | 29     | 33,3   | 45,3  | 26,7   | 84,6 | 4,65    | 5,52    | 2,45   | 0,31   | 24,55  |
| Total     |                    | 59     | 59     | 33,1   | 47,2  | 31,7   | 80,6 | 4,73    | 4,30    | 2,32   | 0,29   | 24,37  |

### Professionnels

#### Saison régulière
gras = ses meilleures performances
| Saison    | Équipe  | Matchs | Titul. | Min./m | % Tir | % 3pts | % LF | Rbds/m. | Pass/m. | Int/m. | Ctr/m. | Pts/m. |
| --------- | ------- | ------ | ------ | ------ | ----- | ------ | ---- | ------- | ------- | ------ | ------ | ------ |
| 2007-2008 | Détroit | 57     | 2      | 19,0   | 40,1  | 18,8   | 81,4 | 2,26    | 2,81    | 0,86   | 0,11   | 7,65   |
| 2008-2009 | Détroit | 79     | 65     | 31,9   | 43,9  | 29,5   | 80,3 | 3,48    | 4,90    | 0,99   | 0,14   | 13,39  |
| 2009-2010 | Détroit | 73     | 67     | 34,2   | 40,5  | 22,8   | 83,3 | 3,85    | 4,77    | 1,38   | 0,16   | 16,64  |
| 2010-2011 | Détroit | 70     | 54     | 31,2   | 43,9  | 28,9   | 86,6 | 3,09    | 5,16    | 1,09   | 0,14   | 15,46  |
| 2011-2012 | Détroit | 55     | 48     | 29,9   | 42,9  | 31,7   | 83,4 | 2,58    | 3,82    | 0,80   | 0,18   | 14,76  |
| 2012-2013 | Détroit | 76     | 24     | 28,6   | 40,6  | 30,2   | 78,3 | 2,79    | 3,55    | 0,67   | 0,22   | 11,53  |
| 2013-2014 | Détroit | 73     | 5      | 26,7   | 43,6  | 27,3   | 83,6 | 2,32    | 2,08    | 0,74   | 0,14   | 13,86  |
| 2014-2015 | Indiana | 71     | 36     | 26,4   | 44,0  | 39,0   | 81,9 | 3,49    | 3,08    | 0,79   | 0,14   | 12,62  |
| 2015-2016 | Indiana | 53     | 0      | 22,2   | 41,5  | 26,4   | 82,3 | 2,66    | 2,38    | 0,72   | 0,13   | 8,92   |
| Total     |         | 607    | 301    | 28,2   | 42,5  | 30,1   | 82,7 | 2,99    | 3,68    | 0,90   | 0,15   | 12,95  |

#### Playoffs
gras = ses meilleures performances
| Saison | Équipe  | Matchs | Titul. | Min./m | % Tir | % 3pts | % LF | Rbds/m. | Pass/m. | Int/m. | Ctr/m. | Pts/m. |
| ------ | ------- | ------ | ------ | ------ | ----- | ------ | ---- | ------- | ------- | ------ | ------ | ------ |
| 2008   | Détroit | 17     | 2      | 22,4   | 37,1  | 28,6   | 87,9 | 1,88    | 3,41    | 1,06   | 0,12   | 8,12   |
| 2009   | Détroit | 4      | 4      | 32,0   | 39,3  | 0,0    | 85,7 | 2,25    | 5,25    | 0,00   | 0,00   | 15,00  |
| Total  |         | 21     | 6      | 24,2   | 37,9  | 13,3   | 87,5 | 1,95    | 3,76    | 0,86   | 0,10   | 9,48   |

## Records personnels sur une rencontre en NBA
Les records personnels de Rodney Stuckey, officiellement recensés par la NBA sont les suivants :
| Type de statistique        | Saison régulière | Saison régulière                          | Saison régulière                  | Playoffs | Playoffs                                        | Playoffs                    |
| Type de statistique        | Record           | Adversaire                                | Date                              | Record   | Adversaire                                      | Date                        |
| -------------------------- | ---------------- | ----------------------------------------- | --------------------------------- | -------- | ----------------------------------------------- | --------------------------- |
| Points                     | 40               | Bulls de Chicago                          | 23 décembre 2008                  | 20       | @ Cavaliers de Cleveland                        | 18 avril 2009               |
| Paniers marqués            | 15               | Bulls de Chicago Kings de Sacramento      | 23 décembre 2008 2 janvier 2009   | 7        | @ Cavaliers de Cleveland Cavaliers de Cleveland | 18 avril 2009 26 avril 2009 |
| Paniers tentés             | 29               | Kings de Sacramento                       | 2 janvier 2009                    | 21       | @ Cavaliers de Cleveland                        | 18 avril 2009               |
| Paniers à 3 points réussis | 6                | Magic d'Orlando                           | 10 mars 2015                      | 1        | @ 76ers de Philadelphie @ Celtics de Boston     | 1er mai 2008 28 mai 2008    |
| Paniers à 3 points tentés  | 9                | Magic d'Orlando                           | 10 mars 2015                      | 3        | @ Cavaliers de Cleveland                        | 18 avril 2009 21 avril 2009 |
| Lancers francs réussis     | 13               | Cavaliers de Cleveland Bulls de Chicago   | 11 avril 2011 15 avril 2012       | 9        | @ Magic d'Orlando Celtics de Boston             | 7 mai 2008 24 mai 2008      |
| Lancers francs tentés      | 18               | Bulls de Chicago                          | 15 avril 2012                     | 10       | Celtics de Boston                               | 24 mai 2008                 |
| Rebonds offensifs          | 6                | Celtics de Boston                         | 20 janvier 2010                   | 3        | @ 76ers de Philadelphie                         | 27 avril 2008               |
| Rebonds défensifs          | 12               | Trail Blazers de Portland                 | 13 février 2014                   | 5        | Cavaliers de Cleveland                          | 24 avril 2009               |
| Rebonds totaux             | 14               | Trail Blazers de Portland                 | 13 décembre 2014                  | 5        | @ 76ers de Philadelphie Cavaliers de Cleveland  | 1er mai 2008 24 avril 2009  |
| Passes décisives           | 14               | Raptors de Toronto Cavaliers de Cleveland | 16 mars 2011 11 avril 2011        | 6        | 3 fois                                          |                             |
| Interceptions              | 5                | @ Jazz de l'Utah @ Cavaliers de Cleveland | 21 novembre 2009 23 décembre 2013 | 4        | Celtics de Boston                               | 24 mai 2008                 |
| Contres                    | 2                | 3 fois                                    |                                   | 1        | Celtics de Boston                               | 24 mai 2008 30 mai 2008     |
| Balles perdues             | 8                | @ Hawks d'Atlanta                         | 8 avril 2014                      | 4        | Cavaliers de Cleveland                          | 24 avril 2009               |
| Minutes jouées             | 50               | @ Rockets de Houston                      | 18 mars 2009                      | 35       | Cavaliers de Cleveland                          | 24 avril 2009               |

- Double-double : 20 (au 03/04/2016)
- Triple-double : aucun.

## Vie privée
- Son joueur préféré est Dwyane Wade.
- Stuckey réside à Dearborn dans la banlieue de Détroit, Michigan.

En mai 2014, Stuckey se marie avec Cassandra Ferguson, une candidate de la 18e saison de The Bachelor. Le couple a un fils appelé Trey.